# منحنی (تئاتر)
تئاتر منحنی (به انگلیسی: Curve Theatre) یک سالن تئاتر در شهر لستر، در انگلستان است که در محله فرهنگی در مرکز شهر لستر واقع شده است. این مکان، پیش از اینکه منحنی نامیده شود، به عنوان مرکز هنرهای نمایشی لستر شناخته می‌شد.

## کاربرد در طراحی صحنه
منحنی در طراحی صحنه به دلایل مختلفی مورد استفاده قرار می‌گیرد:
- **تمرکز دیداری**: منحنی‌ها می‌توانند نگاه تماشاگران را به نقاط خاصی هدایت کنند.
- **بهبود آکوستیک**: طراحی منحنی دیوارها و سقف صحنه می‌تواند کیفیت صوت را تقویت کند.
- **زیبایی‌شناسی**: استفاده از خطوط منحنی در صحنه‌پردازی باعث ایجاد جذابیت بصری و حرکت در طراحی می‌شود.

این اصول در طراحی بسیاری از تئاترهای مدرن، مانند اپرای سیدنی، مشهود است.

## تاریخچه
تاریخچه استفاده از منحنی در طراحی صحنه تئاتر به دوران یونان باستان بازمی‌گردد. تئاترهای دایره‌ای‌شکل یونانی، مانند تئاتر اپیداروس، نمونه‌های اولیه از تأثیرات منحنی در ایجاد فضایی برای تمرکز دیداری و شنیداری بودند. در دوران مدرن، معماران و طراحان صحنه با بهره‌گیری از اصول منحنی، به ایجاد فضاهای پویا و جذاب پرداخته‌اند که احساسات و تعامل تماشاگران را تقویت می‌کنند.